# Amalausos
Os Armalausos eram uma obscura tribo germânica, que tinha sua localização algo entre os Alamanos e os Marcomanos na Peutingeriana Tabula (século III e IV). Eles podem ter sido uma tribo agregada ou originada dos Hermúnduros. Filipo Briécio (1650) coloca-los no Alto Palatinado. Eles parecem ter atravessado o Danúbio e substituíram os Variscos, nos séculos II e III e, provavelmente, se fundiram aos alamanos no transcurso do séc IV.